# North Augusta
North Augusta és una població dels Estats Units a l'estat de Carolina del Sud. Segons el cens del 2008 tenia 20.712 habitants.

## Demografia
Segons el cens del 2000, North Augusta tenia 17.574 habitants, 7.330 habitatges i 4.764 famílies. La densitat de població era de 394,5 habitants/km².
Dels 7.330 habitatges en un 32,5% hi vivien nens de menys de 18 anys, en un 48,8% hi vivien parelles casades, en un 13% dones solteres, i en un 35% no eren unitats familiars. En el 30,5% dels habitatges hi vivien persones soles el 10,6% de les quals corresponia a persones de 65 anys o més que vivien soles. El nombre mitjà de persones vivint en cada habitatge era de 2,35 i el nombre mitjà de persones que vivien en cada família era de 2,96.
Per edats la població es repartia de la següent manera: un 25,2% tenia menys de 18 anys, un 8,4% entre 18 i 24, un 30,8% entre 25 i 44, un 21,3% de 45 a 60 i un 14,2% 65 anys o més.
L'edat mediana era de 36 anys. Per cada 100 dones de 18 o més anys hi havia 84,4 homes.
La renda mediana per habitatge era de 41.083$ i la renda mediana per família de 53.172$. Els homes tenien una renda mediana de 40.565$ mentre que les dones 25.889$. La renda per capita de la població era de 21.391$. Entorn del 9,8% de les famílies i l'11% de la població estaven per davall del llindar de pobresa.

## Poblacions més properes
El següent diagrama mostra les poblacions més properes.